# Magnolia Antonino
Magnolia Welborn Antonino (Geburtsname Magnolia Rodriguez Welborn; * 14. Dezember 1915 in Balaoan, Provinz La Union; † 22. Juli 2010) war eine philippinische Unternehmerin, Managerin und Politikerin, die unter anderem einige Jahre Mitglied des Senats war.

## Leben
Die als Magnolia Rodriguez Welborn Geborene besuchte zunächst staatliche Schulen in Balaoan und die La Union High School sowie anschließend die Philippine Normal School, die sie 1934 abschloss. Danach war sie zunächst Lehrerin für Hauswirtschaft in La Union, wurde aber bereits kurze Zeit später Oberlehrerin an der Balaoan Elementary School. Im Anschluss war sie zwischen 1936 und 1941 Schulrätin für Hauswirtschaft für die Provinzen Misamis Occidental und Misamis Oriental. Später heiratete sie den Geschäftsmann Gaudencio Antonino, der ebenfalls einige Zeit Senator war.
Nach der Eheschließung trat sie in den Betrieb ihres Ehemannes, das Bauunternehmen Antonino Construction Enterprises, und war in diesem zwischen 1946 und 1953 Buchhalterin. Des Weiteren war sie zunächst Prokuristin und dann Managerin der Western Mindanao Lumber Company sowie Geschäftsführerin von Gaudencio E. Antonino Incorporated. Daneben war sie auch Schatzmeisterin der Polytechnic Colleges of the Philippines sowie Direktorin der Philippine Commercial and Instrial Bank und der Luzon Cement Corporation.
Mitte der 1960er Jahre begann sie auch eine politische Laufbahn und war zwischen 1965 und 1969 Mitglied des Repräsentantenhauses und vertrat in diesem den ersten Wahlbezirk der Provinz La Union.
Nachdem ihr Ehemann am 13. November 1967 verstarb, kandidierte sie für die Nacionalista Party an seiner Stelle für einen Sitz im Senat und wurde gewählt. Magnolia Antonino war Senatorin von 1969 bis zur Auflösung des Senats nach der Verhängung des Kriegsrechts durch den diktatorisch regierenden Präsidenten Ferdinand Marcos am 21. September 1972.
Während ihrer Mitgliedschaft im Senat war sie maßgeblich an Gesetzen wie dem Gesetz für die Festlegung des Höchstpreises für Basisgüter und Rohstoffe und Schaffung des Preisüberwachungsrates (Republic Act RA 6124), dem Gesetz zum Verbot von explosiven, entflammbaren, ätzenden und giftigen Substanzen an Bord von Verkehrsflugzeugen und die Regulierung der Bestimmungen zum Transport derartiger Substanzen an Bord von Frachtflugzeugen (RA 6235) sowie dem Gesetz zur Konsolidierung und Überarbeitung des Nationalen Energiegesellschaft (RA 6395). Daneben wirkte sie an Gesetzen zur Förderung von Frauen und Kindern sowie für Landwirte durch die Erhöhung der Reis- und Getreideproduktion.
Im Laufe ihres Lebens engagierte sie sich darüber hinaus in zahlreichen sozialen und wohltätigen Organisationen wie dem Inner Wheel Club of Manila (WYCA), dem Vorstand der Girl Scouts von Manila, dem Philippine Band of Mercy sowie dem Philippine Garden Club.